# مقاطعة تشيستر (بنسلفانيا)
مقاطعة تشيستر (بالإنجليزية: Chester County, Pennsylvania)‏ هي إحدى مقاطعات ولاية بنسلفانيا في الولايات المتحدة. بلغ عدد سكانها 498886 نسمة في عام 2010 حسب إحصاء مكتب تعداد الولايات المتحدة.

## المناخ
يظهر الجدول التالي التغييرات المناخية على مدار السنة لمقاطعة تشيستر:
| البيانات المناخية لـمقاطعة تشيستر | البيانات المناخية لـمقاطعة تشيستر | البيانات المناخية لـمقاطعة تشيستر | البيانات المناخية لـمقاطعة تشيستر | البيانات المناخية لـمقاطعة تشيستر | البيانات المناخية لـمقاطعة تشيستر | البيانات المناخية لـمقاطعة تشيستر | البيانات المناخية لـمقاطعة تشيستر | البيانات المناخية لـمقاطعة تشيستر | البيانات المناخية لـمقاطعة تشيستر | البيانات المناخية لـمقاطعة تشيستر | البيانات المناخية لـمقاطعة تشيستر | البيانات المناخية لـمقاطعة تشيستر | البيانات المناخية لـمقاطعة تشيستر |
| الشهر                             | يناير                             | فبراير                            | مارس                              | أبريل                             | مايو                              | يونيو                             | يوليو                             | أغسطس                             | سبتمبر                            | أكتوبر                            | نوفمبر                            | ديسمبر                            | المعدل السنوي                     |
| --------------------------------- | --------------------------------- | --------------------------------- | --------------------------------- | --------------------------------- | --------------------------------- | --------------------------------- | --------------------------------- | --------------------------------- | --------------------------------- | --------------------------------- | --------------------------------- | --------------------------------- | --------------------------------- |
| متوسط درجة الحرارة الكبرى °ف (°م) | 37.6 (3.1)                        | 40.4 (4.7)                        | 49.5 (9.7)                        | 60.1 (15.6)                       | 70.8 (21.6)                       | 78.9 (26.1)                       | 82.9 (28.3)                       | 82.3 (27.9)                       | 75.3 (24.1)                       | 64.1 (17.8)                       | 52.3 (11.3)                       | 41.4 (5.2)                        | 61.4 (16.3)                       |
| المتوسط اليومي °ف (°م)            | 29.1 (−1.6)                       | 31.3 (−0.4)                       | 39.2 (4.0)                        | 49.3 (9.6)                        | 59.6 (15.3)                       | 68.1 (20.1)                       | 72.6 (22.6)                       | 71.8 (22.1)                       | 64.7 (18.2)                       | 53.6 (12.0)                       | 43.8 (6.6)                        | 33.9 (1.1)                        | 51.5 (10.8)                       |
| متوسط درجة الحرارة الصغرى °ف (°م) | 20.7 (−6.3)                       | 22.3 (−5.4)                       | 28.9 (−1.7)                       | 38.4 (3.6)                        | 48.4 (9.1)                        | 57.3 (14.1)                       | 62.3 (16.8)                       | 61.3 (16.3)                       | 54.2 (12.3)                       | 43.1 (6.2)                        | 35.2 (1.8)                        | 26.4 (−3.1)                       | 41.6 (5.3)                        |
| الهطول إنش (مم)                   | 3.13 (80)                         | 2.73 (69)                         | 3.78 (96)                         | 3.79 (96)                         | 4.08 (104)                        | 4.11 (104)                        | 4.92 (125)                        | 3.64 (92)                         | 4.37 (111)                        | 4.19 (106)                        | 3.73 (95)                         | 3.66 (93)                         | 46.13 (1٬172)                     |
| متوسط الرطوبة النسبية (%)         | 69.9                              | 67.8                              | 62.1                              | 62.2                              | 64.5                              | 72.7                              | 72.6                              | 73.6                              | 74.7                              | 72.6                              | 72.4                              | 72.8                              | 69.8                              |
| المصدر: PRISM                     |                                   |                                   |                                   |                                   |                                   |                                   |                                   |                                   |                                   |                                   |                                   |                                   |                                   |

## أعلام
- هامفري مارشال
- ريان دان
- هيلين توسيغ
- إسحاق إزرائيل هايز
- إسحاق واين
- أنتوني واين
- إثيل ووترز
- آنا هانتينغتون ستانلي
- هارولد بارون

## وصلات خارجية
- www.chesco.org